# Pejagran
Pejagran is een bestuurslaag in het regentschap Purworejo van de provincie Midden-Java, Indonesië. Pejagran telt 566 inwoners (volkstelling 2010).